# Polycyrtus solisi
Polycyrtus solisi är en stekelart som beskrevs av Zuniga 2004. Polycyrtus solisi ingår i släktet Polycyrtus och familjen brokparasitsteklar. Inga underarter finns listade i Catalogue of Life.